# Colin Meloy

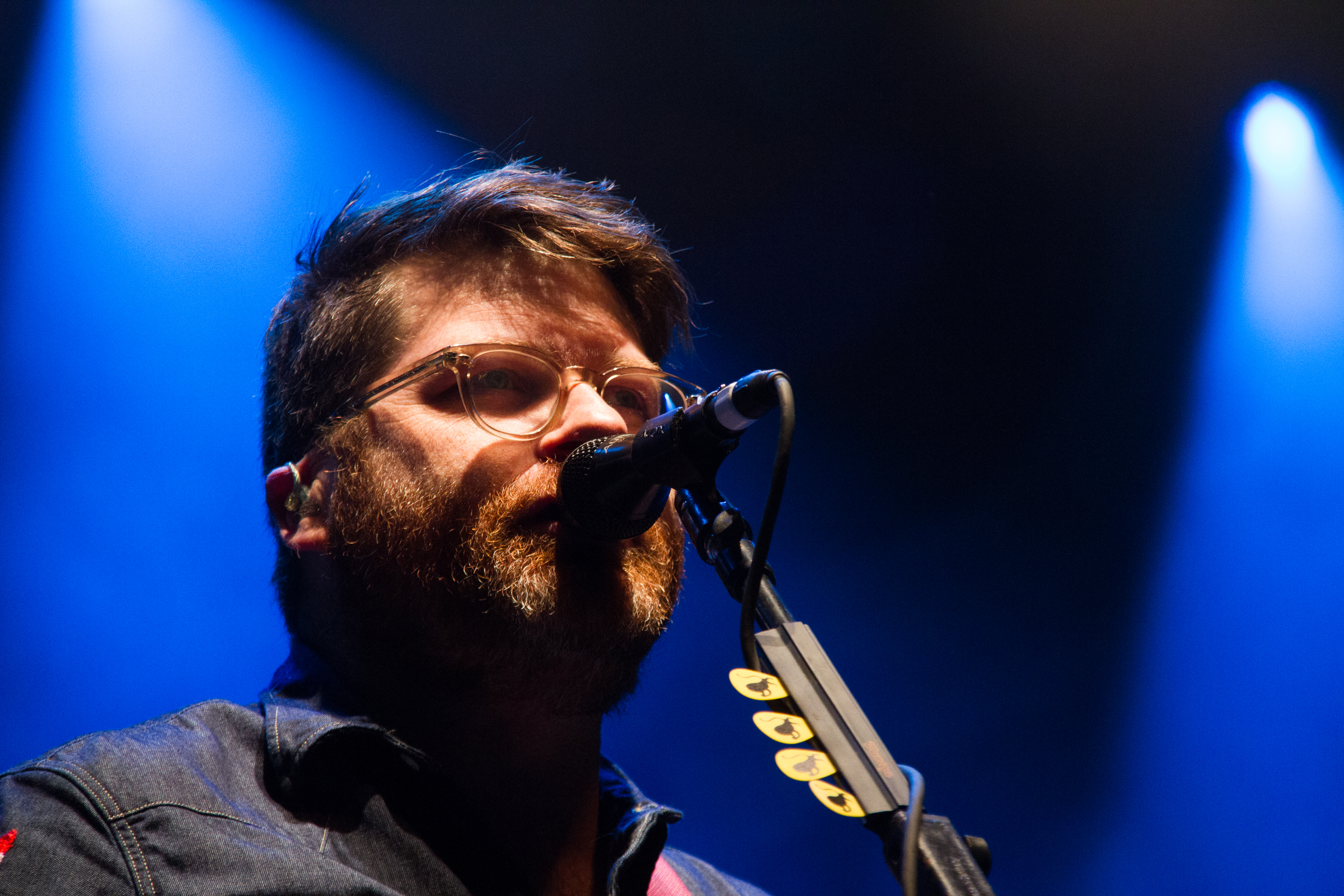
Colin Meloy (2016)

Colin Patrick Henry Meloy (* 5. Oktober 1974 in Helena, Montana, Vereinigte Staaten) ist der Frontsänger und Songwriter der Folk-Rock-Band The Decemberists aus Portland, Oregon. Neben dem Gesang spielt er akustische Gitarre, zwölfsaitige Gitarre, E-Gitarre, Bouzouki und Perkussion. Im Jahr 2004 schrieb Meloy ein 160-seitiges Buch über das dritte Album von The Replacements Let It Be, als Teil der 33-⅓-Reihe.

## Persönliches
Meloy wurde am 5. Oktober 1974 in Helena, Montana geboren. Seine Schwester ist Maile Meloy, eine Autorin, die häufig für The New Yorker schreibt. Zuerst besuchte er die University of Oregon, bevor er an die University of Montana – Missoula ging, an der er seinen Abschluss in Kreativem Schreiben machte. Kurz darauf zog er nach Portland, wo er seine zukünftigen Bandmitglieder Jenny Conlee und Nate Query traf. Bevor er The Decemberists gründete, war Meloy Frontsänger und Songwriter von Happy Cactus und Tarkio, beides Indie/Folk-Bands aus Montana. Am 24. Februar 2006 bekam er zusammen mit seiner Frau Carson Ellis, die den gleichen Geburtstag hat, einen Sohn. Mit zweieinhalb wurde bei ihrem Sohn Autismus diagnostiziert. Ellis ist zudem Grafikerin für The Decemberists.
2011 erschien sein erster Roman Wildwood, der von seiner Frau illustriert wurde.
Im Mai 2025 wurde Meloy zusammen mit ihrer Ehefrau Ellis bei den Cinema Unbound Awards 2025 des Portland Art Museums in der Kategorie Spectacular Storytellers ausgezeichnet.

## Musikalische Karriere
Im Jahr 2005 absolvierte Meloy seine erste Solotour, um seine selbst veröffentlichte EP Colin Meloy Sings Morrissey, die sechs Morrissey-Cover beinhaltet, zu promoten. Es wurden nur 1.000 Kopien angefertigt und nur während der Tour verkauft. Meloy führte eine zweite Solotour im Januar 2006 durch und spielte dort zusammen mit Laura Veirs und Amy Annelle. Bei dieser Tour verkaufte er eine EP mit Covern von Shirley Collins. Diese Tour diente später als Grundlage für ein Livealbum.
Meloy trug einen Online-Bonustrack für Lavender Diamonds Album Imagine Our Love bei. Er spielte eine Soloversion von Oh No.
Eine weitere US-Tour führte er im April 2008 durch. Zeitgleich brachte Meloy sein erstes Livealbum, Colin Meloy Sings Live!, beim Label Kill Rock Stars, auf den Markt. Singer-Songwriter Laura Gibson spielte vor seinen Auftritten. Wie bei den vorherigen EPs verkaufte Meloy die EP Colin Meloy Sings Sam Cooke, eine Sammlung von fünf Sam-Cooke-Covern, nur während der Tour.

## Solo-Diskographie
EPs
- Colin Meloy Sings Morrissey (2005)
- Colin Meloy Sings Shirley Collins (2006)
- Colin Meloy Sings Sam Cooke (2008)
- Colin Meloy Sings The Kinks (2013)

Live-Alben
- Colin Meloy Sings Live! (2008)

Sonstiges
Meloy sang bei den Songs Cemetery Row und Twilight Distillery auf The Minus 5s gleichnamigem Album aus dem Jahr 2006. Meloy coverte außerdem von Elliott Smith das Lied Clementine für eine Kompilation von Künstlern aus Portland, Oregon einer Kinderstiftung. Mitte 2006 steuerte er den Track Lazy Little Ada für die Kill-Rock-Stars-Kompilation The Sound the Hare Heard bei. Im Jahr 2007 lieh Meloy seine Stimme einer Figur in der US-Animationsserie Lil' Bush. Zusammen mit Charlie Salas-Humara trat er in dem Musikvideo für A Pillar of Salt von The Thermals auf. 2011 hatte Colin Meloy einen Gastauftritt in der Comedy-Serie Portlandia als Bandmitglied von Echo Echo.

## Werke
- Let It Be. Bloomsbury Academic, London 2004, ISBN 0-8264-1633-0 (118 S.).
- The Grievous Demise of Mr. Whitley Rackham. Firefly Press, Cardiff 2011 (54 S., illustriert von Carson Ellis).
- Wildwood. Heyne Verlag, München 2012, ISBN 978-3-453-26714-5 (592 S., englisch: Wildwood. New York 2011. Übersetzt von Astrid Finke, illustriert von Carson Ellis).
- Wildwood – Das Geheimnis unter dem Wald. Heyne Verlag, München 2013, ISBN 978-3-453-26715-2 (592 S., englisch: Under Wildwood. New York 2012. Übersetzt von Astrid Finke, illustriert von Carson Ellis).
- Wildwood – Der verzauberte Prinz. Heyne Verlag, München 2014, ISBN 978-3-453-26716-9 (608 S., englisch: Wildwood Imperium. New York 2014. Übersetzt von Astrid Finke, illustriert von Carson Ellis).
- The Whiz Mob and the Grenadine Kid. Balzer + Bray, New York 2017, ISBN 978-0-06-234245-4 (432 S., illustriert von Carson Ellis).
- The Golden Thread: A Song for Pete Seeger. Balzer + Bray, New York 2018, ISBN 978-0-06-236825-6 (48 S., illustriert von Nikki McClure).
- Everyone's Awake. Chronicle Books, San Francisco 2020, ISBN 978-1-4521-7805-9 (48 S., illustriert von Shawn Harris).